# 페르칠레
페르칠레(Percile)는 이탈리아 라치오주 로마현에 위치한 코무네다. 로마 시로부터 북동쪽으로 약 40km 떨어져 있다. 이탈리아의 가장 아름다운 마을 협회에 속한다.